# Mathcore
Mathcore, cunoscut și ca math metal sau noisecore, este un stil de metalcore disonant și complex ritmic. Bazele stilului au fost puse de formații ca Converge, Coalesce,  Botch, și The Dillinger Escape Plan. Termenul mathcore este sugerat de analogie cu math rock. Atât math rock cât și mathcore fac uz de metri muzicali neobișnuiți. Formații math rock ca Slint, Don Caballero, Shellac, și Drive Like Jehu au o anumită influență asupra mathcore-ului, deși mathcore este mult mai apropiat de metalcore. Formații mathcore proeminente au fost asociate cu grindcore.

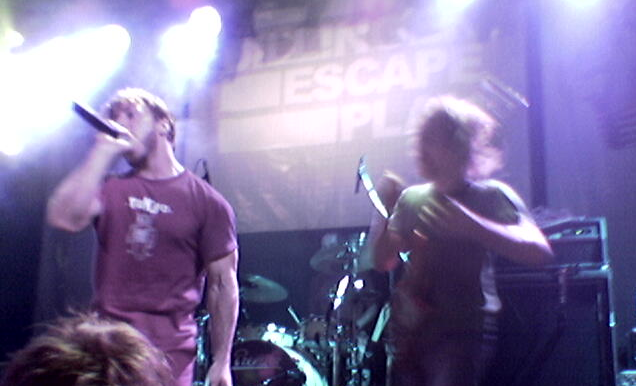
The Dillinger Escape Plan în 2005

## Istoric
Un antecedent al mathcor-ului a fost practicat de trupa Black Flag, în 1984, cu albumul My War. Multe trupe de mathcore și-au arătat respectul față de Black Flag pe albumul Black on Black.
În anii '90, trupe care adesea erau descrise ca fiind mathcore erau puse in aceeași grupa cu trupele noisecore.  